# Gare de Treignes
La gare de Treignes est une gare ferroviaire belge de la ligne 132 de Charleroi à Treignes (frontière), située à Treignes, sur le territoire de la  commune belge de Viroinval en région wallonne dans la province de Namur.
Mise en service en 1854 par la Société du chemin de fer de l'Entre-Sambre-et-Meuse, elle est fermée au service des voyageurs depuis 1963. 
Réaffectée en musée ferroviaire, elle est également la gare terminus du chemin de fer touristique exploité par le Chemin de fer à vapeur des Trois Vallées (CFV3V).

## Situation ferroviaire
Établie à 127 mètres d'altitude, la gare de Treignes est située au point kilométrique (PK) 60,00 de la ligne 132 de Charleroi à la frontière française (Vireux-Molhain), après la gare fermée de Vierves. Elle est la gare terminus de la section exploitée, uniquement par le chemin de fer touristique, depuis Mariembourg ; le reste de la ligne entre la tête sud de la gare de Treignes et la frontière française est fermé et démonté.

## Histoire
La Société du chemin de fer de l'Entre-Sambre-et-Meuse inaugure le tronçon de Mariembourg à la frontière française le 15 juin 1854 Cette même année, la compagnie fusionne et la nouvelle entité prend le nom de Grand Central Belge. Au début de l'exploitation, Treignes dispose d'une simple halte, la gare frontière étant établie à Vierves. L'État belge reprend la ligne le 1er janvier 1897.
En 1902, l'importance du trafic nécessite une refonte de la gare qui devient la gare frontière de la ligne.
On y construit un important bâtiment voyageurs faisant également office de poste de douane. Il s’agit d’une variante des gares standards du plan type 1895.
Le trafic voyageurs est supprimé le 29 septembre 1963 sur la section de Mariembourg à la frontière. Le trafic marchandise prend fin le 12 octobre 1977 et le tronçon de la frontière à Vireux-Molhain avait déjà été déferrée en 1975. La gare de Treignes et la ligne vers Mariembourg survivent cependant grâce à la création du Chemin de fer à vapeur des Trois Vallées. 

## Patrimoine ferroviaire

### Train touristique
La section de Mariembourg à Treignes, qui a conservé sa voie ferrée, retrouve une activité ferroviaire avec le Chemin de fer à vapeur des Trois Vallées (CFV3V) qui inaugure officiellement sa ligne le 27 mars 1976, après avoir effectué une première circulation avec la locomotive à  vapeur (030T) MF91 le 17 décembre 1975.

### Musée du chemin de fer à vapeur
En 1994 l'association CFV3V ouvre un musée du chemin de fer à vapeur. La collection présentée sur quatre voies ferrées, comporte notamment d'anciennes locomotives à vapeur, mais aussi des autorails et des voitures à voyageurs.

### Ancien bâtiment voyageurs
Achevé en 1912, le bâtiment de la gare correspond à une variante des gares de plan type 1895, du même type que la gare d'Olloy-sur-Viroin. Celle de Treignes est la plus grande des gares de cette famille, avec une aile basse de 11 travées encadrée par deux corps de logis au lieu d'un, en raison de la présence d'un poste de douane dans la gare pour le contrôle des voyageurs et le dédouanement des marchandises. 
L'Université libre de Bruxelles l'a acheté en 1972. Elle y a installé un laboratoire appelé Centre de l'environnement Paul Brien. Le bâtiment a aussi été utilisé comme lieu d'exposition de l'écomusée du Viroin. 
En août 2015, L'ULB a annoncé son intention de céder le bâtiment. Faute d'acquéreur, le bourgmestre de Viroinval tente de rassembler plusieurs associations autour d'un projet commun, dévoilé en novembre 2018.

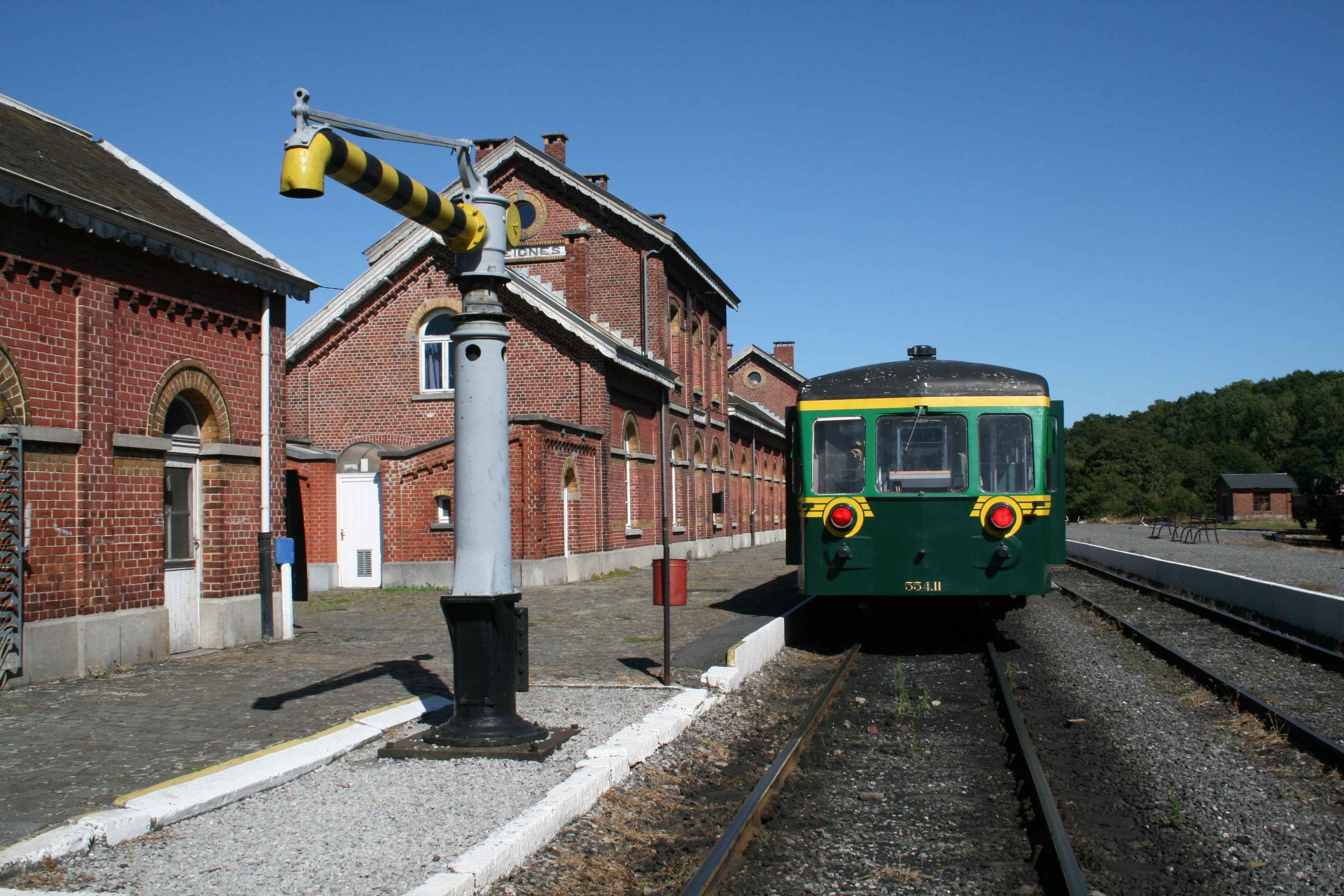
L'autorail 4611 et les installations.
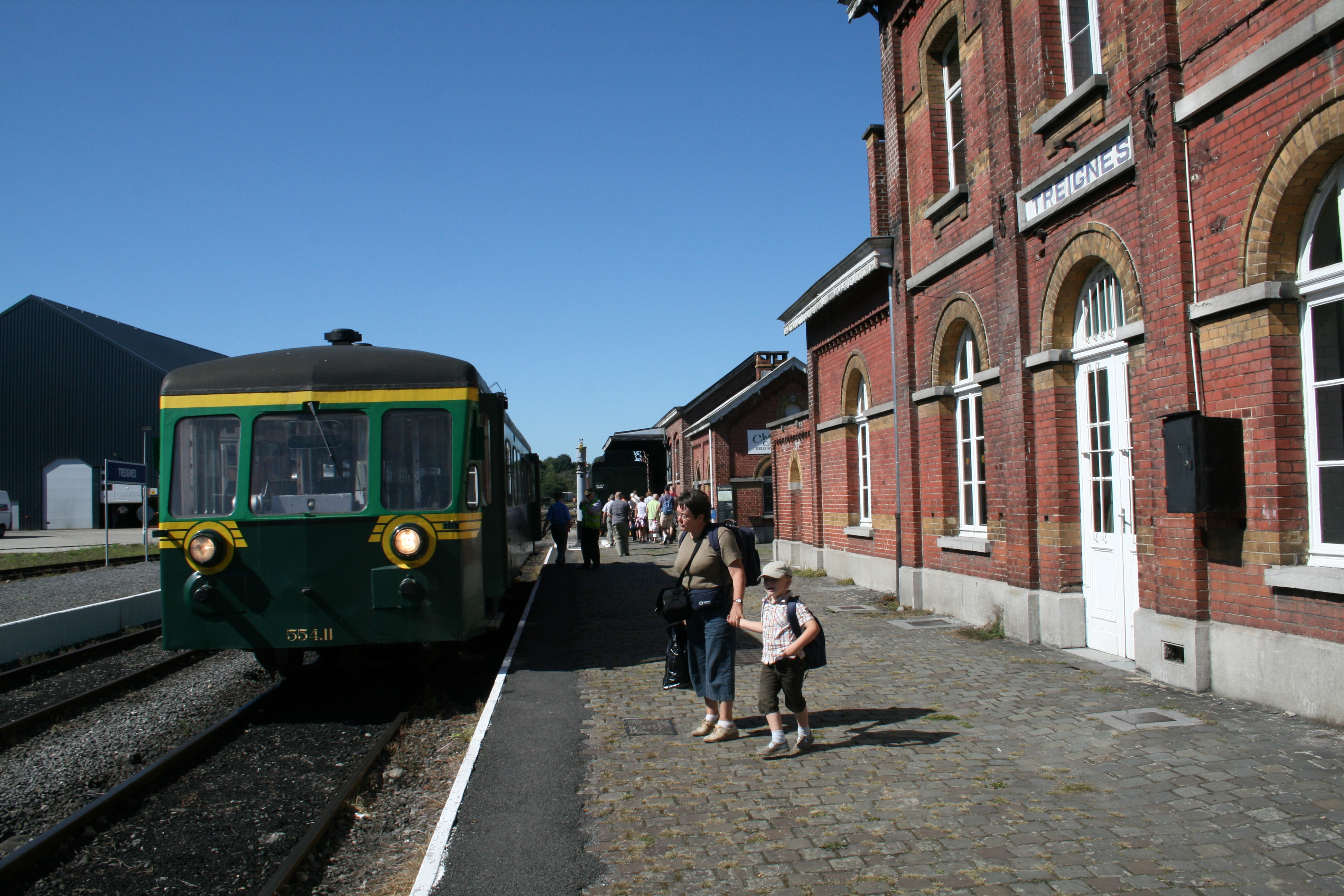
Intérieur de la gare et l'autorail 4611.
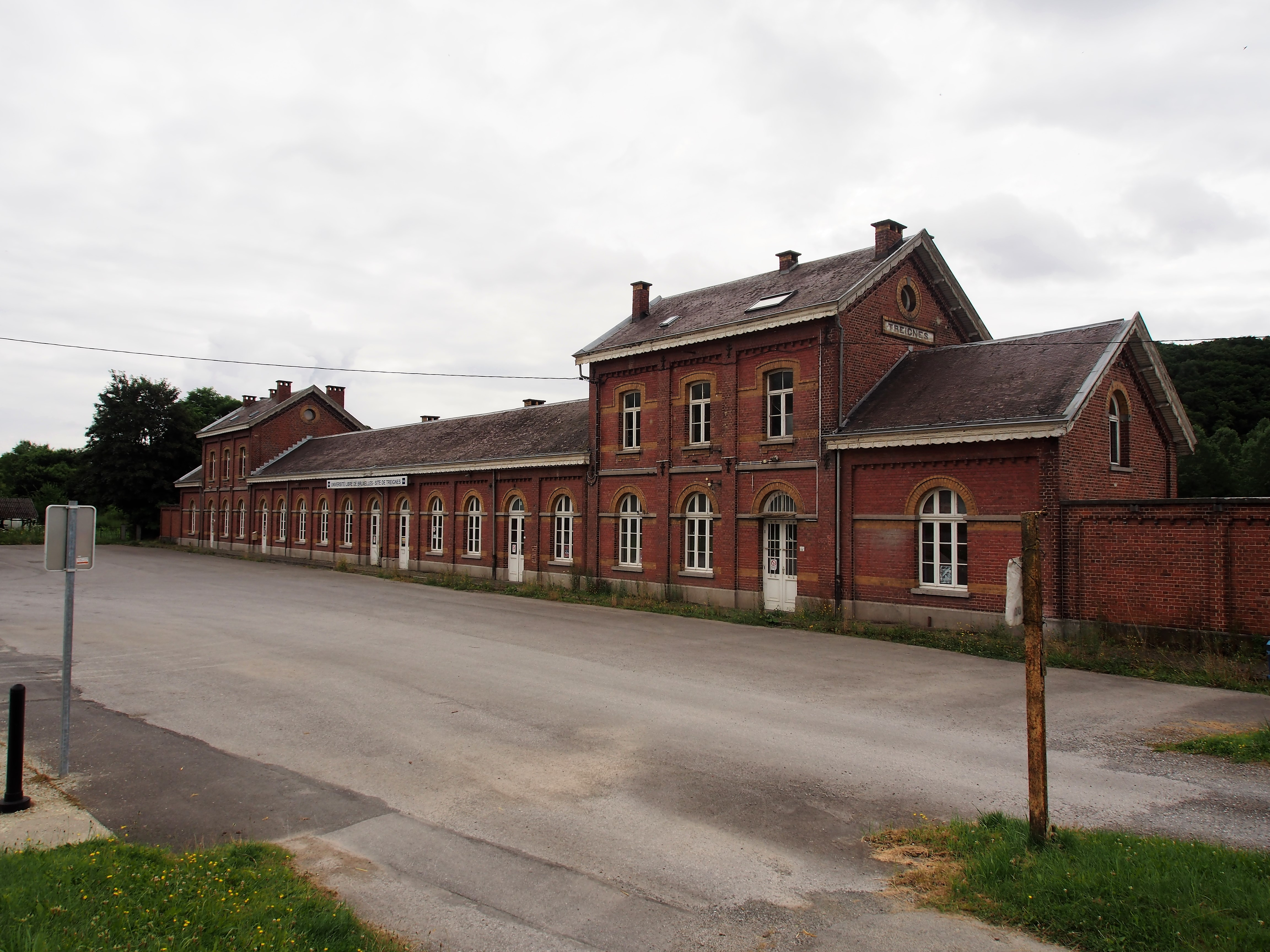
Côté rue.
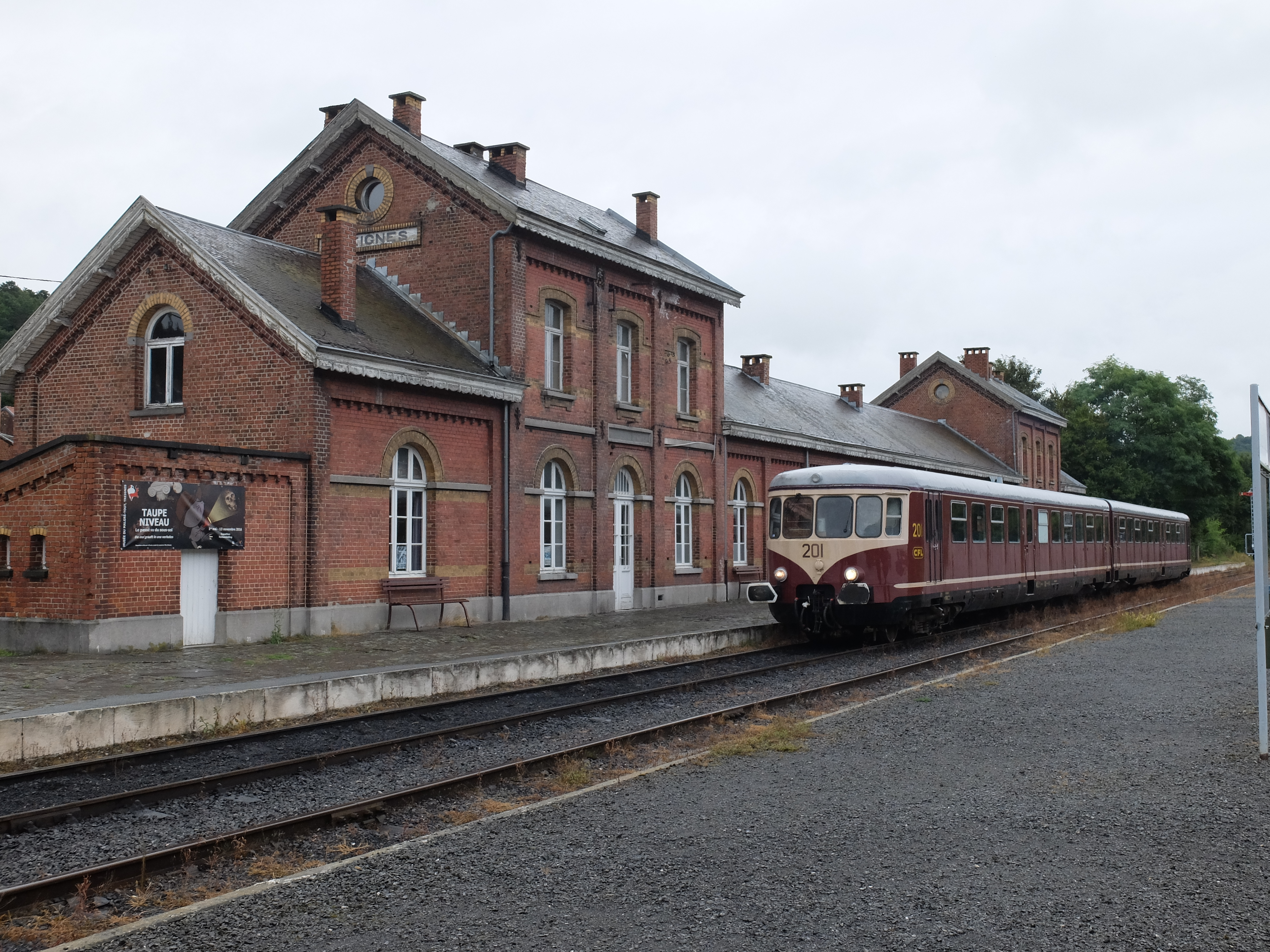
Un autorail ex-CFL 201-211.